# والاشان (همت أباد)
والاشان (بالفارسية: والاشان) هي مستوطنة تقع في إيران في قسم همت أباد الريفي. يقدر عدد سكانها بـ 354 نسمة .